# Championnats du monde de gymnastique artistique 2007
Navigation
Édition précédente Édition suivante
Les 40e championnats du monde de gymnastique artistique ont eu lieu du 1er septembre au 9 septembre 2007 à Stuttgart en Allemagne. les finales se sont tenues du 5 au 9 septembre.

## Résultats hommes

### Concours général par équipes
| Rang  | Pays         | Membres | Points   |
| ----- | ------------ | --- | -------- |
| 1er** | Chine        | Chen Yibing, Huang Xu, Liang Fuliang, Yang Wei, Xiao Qin, Zou Kai                                                     | 281,900  |
| 2e**  | Japon        | Hiroyuki Tomita, Shun Kuwahara, Takuya Nakase, Yosuke Hoshi, Hisashi Mizutori, Makoto Okiguchi                        | 277,025  |
| 3e**  | Allemagne    | Fabian Hambüchen, Thomas Andergassen, Robert Juckel, Eugen Spiridonov, Marcel Nguyen, Philipp Boy                     | 273,525  |
| 4e**  | États-Unis   | Guillermo Alvarez, Alexander Artemev, Jonathan Horton, David Durante, Sean Golden, Kai Wen Tan                        | 272,275  |
| 5e**  | Corée du Sud | Yang Tae-young, Kim Soo-myun, Kim Ji Hoon, Kim Dae-eun, Kim Tae-seok, Yoo Won-chul                                    | 269,950  |
| 6e**  | Espagne      | Rafael Martínez, Ivan San Miguel, Gervasio Deferr, Isaac Botella, Sergio Muñoz, Manuel Carballo                       | 269,400  |
| 7e**  | Russie       | Sergey Khorokhordin, Maksim Deviatkovski, Yuriy Ryazanov, Aleksandr Safoshkin, Nikolay Kryukov                        | 269,200  |
| 8e**  | Roumanie     | Razvan Selariu, Ilie Daniel Popescu, Flavius Koczi, Stanescu, Cosmin Malita                                           | 267,750  |
| 9e    | France       | Pierre-Yves Bény, Benoît Caranobe, Yann Cucherat, Gaël da Silva, Dimitri Karbanenko, Arnaud Willig                    | 359.900* |
| 10e   | Italie       | Matteo Angioletti, Igor Cassina, Andrea Coppolino, Alberto Busnari, Matteo Morandi, Enrico Pozzo                      | 358.300* |
| 11e   | Canada       | Brandon O'Neill, Nathan Gafuik, Grant Golding, Ken Ikeda, David Kikuchi, Casey Sandy                                  | 357.700* |
| 12e   | Biélorussie  | Denis Savenkov, Dimitry Savitski, Dimitri Kaspiarovich, Aliaksandr Tsarevich, Alexei Ihnatovich, Uladzimir Yermakov   | 356.675* |
| 13e   | Ukraine      | Valeriy Goncharov, Roman Zozulya, Andriy Isayev, Vadym Kuvakin, Oleksandr Suprun, Yevhen Bohonosyuk                   | 356.000* |
| 14e   | Suisse       | Niki Böschenstein, Claudio Capelli, Roman Gisi, Daniel Groves, Mark Ramseier, Dennis Mannhart                         | 353.875* |
| 15e   | Royaume-Uni  | Ross Brewer, Luke Folwell, Daniel Keatings, Louis Smith, Kristian Thomas, Danny Lawrence                              | 352.650* |
| 16e   | Porto Rico   | Luis Vargas, Alexander Rodriguez, Luis Rivera, Rafael Morales, Reinaldo Oquendo, Tommy Ramos                          | 351.950* |
| 17e   | Brésil       | Diego Hypolito, Mosiah Rodríguez, Victor Rosa, Luiz dos Anjos, Arthur Zanetti, Danilo Nogueira                        | 351.550* |
| 18e   | Grèce        | Vlasios Maras, Dimitrios Markousis, Christos Lympanovnos, Michail Doulkeridis, Vasileios Tsolakidis, Xenofon Kosmidis | 350.750* |
| 19e   | Australie    | Mathew Curtis, Joshua Jefferis, Samuel Offord, Thomas Pichler, Prashanth Sellathurai, Samuel Simpson                  | 350.075* |
| 20e   | Pays-Bas     | Yuri van Gelder, Jeffrey Wammes, Epke Zonderland, Herre Zonderland, Carlo van Minde, Anthony van Assche               | 347.900* |
| 21e   | Bulgarie     | Yordan Yovchev, Aleksandar Batinkov, Aleksandar Markov, Yaroslav Voyk, Bogomil Kuyumdzhiev, Eddie Penev               | 344.050* |
| 22e   | Portugal     | Manuel Campos, Filipe Bezugo, Luís Araújo, Pedro Almeida, Bernardo Graça, Gustavo Simões                              | 343.225* |
| 23e   | Kazakhstan   | Stanislav Valiyew, Timur Kurbanbayev, Stepan Gorbachev, Ildar Valeyev. Sado Batsiyew, Maxim Petrishko                 | 341.900* |
| 24e   | Lettonie     | Evgeni Sapronenko, Evgeni Zorins, Dimitri Trefilovs, Vitali Kardashovs, Vitali Shnikers, Raimonds Konchis             | 336.025* |

(* Résultats qualification)

### Concours général individuel
| Rang | Gymnaste             | Points |
| ---- | -------------------- | ------ |
| 1er  | Yang Wei             | 93.675 |
| 2e   | Fabian Hambüchen     | 92.200 |
| 3e   | Hisashi Mizutori     | 91.400 |
| 4e   | Jonathan Horton      | 91.200 |
| 5e   | Kim Dae-eun          | 91.050 |
| 6e   | Rafael Martinez      | 91.025 |
| 7e   | Flavius Koczi        | 90.875 |
| 8e   | Liang Fuliang        | 90.850 |
| 8e   | Yang Tae-young       | 90.850 |
| 10e  | Dorin Razvan Selariu | 90.350 |
| 10e  | José Luis Fuentes    | 90.350 |
| 12e  | Hiroyuki Tomita      | 90.150 |
| 13e  | Iouri Riazanov       | 89.875 |
| 14e  | Dimitry Savitski     | 89.400 |
| 15e  | Enrico Pozzo         | 89.375 |
| 16e  | Anton Fokin          | 89.275 |
| 17e  | David Durante        | 88.825 |
| 18e  | Philipp Boy          | 88.650 |
| 19e  | Claudio Capelli      | 88.225 |
| 20e  | David Kikuchi        | 88.150 |
| 21e  | Vlasios Maras        | 87.775 |
| 22e  | Filip Ude            | 87.625 |
| 23e  | Casey Sandy          | 87.375 |
| 24e  | Maxim Deviatkovski   | 65.550 |

### Finales par engins

#### Sol
| Rang | Gymnaste           | Points |
| ---- | ------------------ | ------ |
| 1    | Diego Hypolito     | 16,150 |
| 2    | Gervasio Deferr    | 15,950 |
| 3    | Hisashi Mizutori   | 15,650 |
| 4    | Guillermo Alvarez  | 15,600 |
| 5    | Alexander Shatilov | 15,575 |
| 6    | Zou Kai            | 15,550 |
| 7    | Liang Fuliang      | 15,125 |
| 8    | Makoto Okiguchi    | 14,925 |

#### Cheval d'arçons
| Rang | Gymnaste          | Points |
| ---- | ----------------- | ------ |
| 1    | Xiao Qin          | 16,300 |
| 2    | Krisztián Berki   | 15,700 |
| 3    | Louis Smith       | 15,600 |
| 4    | Wei Yang          | 15,475 |
| 5    | Hiroyuki Tomita   | 15,325 |
| 6    | Alexander Artemev | 15,175 |
| 7    | Daniel Keatings   | 14,750 |
| 8    | Alexei Ihnatovich | 14,700 |

#### Anneaux
| Rang | Gymnaste            | Points |
| ---- | ------------------- | ------ |
| 1    | Chen Yibing         | 16,700 |
| 2    | Yuri van Gelder     | 16,625 |
| 3    | Yordan Yovchev      | 16,575 |
| 4    | Kai Wen Tan         | 16,325 |
| 5    | Regulo Carmona      | 16,175 |
| 6    | Yang Wei            | 16,150 |
| 7    | Aleksandr Safoshkin | 16,075 |
| 8    | Hiroyuki Tomita     | 15,925 |

#### Saut
| Rang | Gymnaste            | 1er saut | 2e saut | Total  |
| ---- | ------------------- | -------- | ------- | ------ |
| 1    | Leszek Blanik       | 16,450   | 16,575  | 16,512 |
| 2    | Ilie Daniel Popescu | 16,675   | 16,325  | 16,500 |
| 3    | Ri Se-gwang         | 16,500   | 16,275  | 16,387 |
| 4    | Ri Jong-song        | 16,200   | 16,525  | 16,362 |
| 5    | Andriy Isayev       | 16,075   | 16,425  | 16,250 |
| 6    | Fabian Hambüchen    | 16,100   | 15,850  | 15,975 |
| 7    | Flavius Koczi       | 16,050   | 15,700  | 15,825 |
| 8    | Isaac Botella       | 14,875   | 15,900  | 15,387 |

#### Barres parallèles
| Rang | Gymnaste        | Points |
| ---- | --------------- | ------ |
| 1    | Dae Eun Kim     | 16,250 |
| 1    | Mitja Petkovsek | 16,250 |
| 3    | Anton Fokin     | 16,200 |
| 4    | Yoo Won-chul    | 15,975 |
| 5    | Xu Huang        | 15,950 |
| 6    | Yang Wei        | 15,900 |
| 7    | Yusuke Hoshi    | 15,850 |
| 8    | Yann Cucherat   | 15,350 |

#### Barre fixe

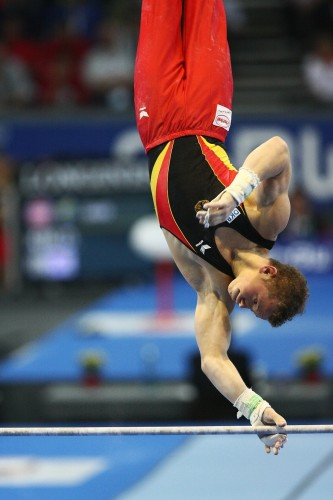
Fabian Hambüchen lors de la finale à la barre fixe.

| Rang | Gymnaste         | Points |
| ---- | ---------------- | ------ |
| 1    | Fabian Hambüchen | 16,250 |
| 2    | Aljaz Pegan      | 15,825 |
| 3    | Hisashi Mizutori | 15,775 |
| 4    | Epke Zonderland  | 15,700 |
| 5    | Jeffrey Wammes   | 15,150 |
| 5    | Enrico Pozzo     | 15,150 |
| 7    | Vlasios Maras    | 14,275 |
| 8    | Hiroyuki Tomita  | 13,300 |

## Résultats femmes

### Concours général par équipe
| Rang  | Pays          | Membres | Points   |
| ----- | ------------- | --- | -------- |
| 1er** | États-Unis    | Anastasia Liukin, Alicia Sacramone, Shayla Worley, Shawn Johnson, Samantha Peszek, Ivana Hong                        | 184.400  |
| 2e**  | Chine         | Cheng Fei, Ning He, Jiang Yuyuan, Sha Xiao, Yang Yilin, Shanshan Li                                                  | 183.450  |
| 3e**  | Roumanie      | Cătălina Ponor, Sandra Izbasa, Steliana Nistor, Cerasela Pătraşcu, Daniela Druncea, Andreea Grigore                  | 178.100  |
| 4e**  | Italie        | Monica Bergamelli, Francesca Benolli, Vanessa Ferrari, Federica Macri, Lia Parolari, Silvia Zanolo                   | 175.450  |
| 5e**  | Brésil        | Jade Barbosa, Ana Claudia Silva, Daiane dos Santos, Daniele Hypolito, Laís Souza, Khiuani Dias                       | 175.125  |
| 6e**  | France        | Kathleen Lindor, Marine Petit, Laëtitia Dugain, Cassy Vericel, Isabelle Severino, Pauline Morel                      | 173.600  |
| 7e**  | Royaume-Uni   | Rebecca Downie, Hannah Clowes, Elizabeth Tweddle, Aisling Williams, Rebecca Wing, Marissa King                       | 169.175  |
| 8e**  | Russie        | Elena Zamolodchikova, Yulia Lozhecko, Svetlana Klyukina, Kristina Pravdina, Ksenia Semenova, Ekaterina Kramarenko    | 164.525  |
| 9e    | Ukraine       | Alina Kozich, Dariya Zgoba, Olga Sherbatykh, Maryna Proskurina, Valentina Holenkova, Anastasia Koval                 | 231.425* |
| 10e   | Allemagne     | Oksana Chusovitina, Katja Abel, Anja Brikner, Jenny Brunner, Joeline Möbius, Marie-Sophie Hindermann                 | 231.125* |
| 11e   | Australie     | Ashleigh Brennan, Hollie Dykes, Daria Joura, Lauren Mitchell, Shona Morgan, Chloe Sims                               | 230.850* |
| 12e   | Japon         | Koko Tsurumi, Keiko Mukumoto, Miki Uemura, Momoko Ozawa, Mayu Kuroda, Kyoko Oshima                                   | 228.175* |
| 13e   | Corée du Nord | Su Jong Hong, Un Jong Hong, Yong Hwa Cha, Un Hyang Kim, Myong Bok Kim, Yong Mi Kang                                  | 226.575* |
| 14e   | Canada        | Elyse Hopfner-Hibbs, Marci Bernholtz, Alyssa Brown, Kristina Vaculik, Sydney Sawa, Nansy Damianova                   | 225.975* |
| 15e   | Espagne       | Mercedes Alcaide, Laura Campos, Lenika de Simone, Patricia Moreno, Naomi Ruiz Walker, Melodie Pulgarin               | 224.850* |
| 16e   | Tchéquie      | Jana Komrsková, Kristina Palesova, Nicole Pechancova, Jana Šikulová, Martina Strnadová, Eva Verbová                  | 223.625* |
| 17e   | Pays-Bas      | Verona van de Leur, Lichelle Wong, Anne Tritten, Marrit Ewald, Petra Witjes, Sanne Wevers                            | 222.575* |
| 18e   | Suisse        | Danielle Englert, Ariella Kaeslin, Laura Alzina, Lucia Tacchelli, Yasmin Zimmermann, Sylvia Hitz                     | 219.200* |
| 19e   | Grèce         | Stefani Bismpikou, Viktoria Tsakalidou, Evgenia Zafeiraki, Vasiliki Georgakopoulou, Anna Orfanou, Vasilikí Milloúsi  | 217.975* |
| 20e   | Mexique       | Elsa Garcia, Marisela Cantu, Erika Garcia, Yessenia Estrada, Yeny Ibarra                                             | 214.200* |
| 21e   | Biélorussie   | Nastassia Marachkouskaja, Viktoria Makschtarowa, Volha Schakots, Karyna Tsimberbayewa, Aksana Nowikawa, Irina Sirutz | 206.725* |
| 22e   | Pologne       | Marta Pihan, Paula Plichta, Joanna Litewka, Katarzyna Jurkowska, Sara Szczawinska, Monika Frandofert                 | 206.700* |
| 23e   | Corée du Sud  | Han Sol Yu, Byul Han, Hyun Joo Jo, Eun Kyung Park, Ji Na Kang, Kim Dae-Eun                                           | 206.325* |
| 24e   | Bulgarie      | Nikolina Tankoucheva, Silviya Georgieva, Iliana Sheytanova, Maya Petrova, Kalina Todorova                            | 197.075* |

(* Résultats qualification)

### Concours général individuel
| Rang               | Gymnaste                      | Saut   | Barres asymétriques | Poutre | Sol    | Total  |
| ------------------ | ----------------------------- | ------ | ------------------- | ------ | ------ | ------ |
| Médaille d'or      | Shawn Johnson (USA)           | 15.175 | 15.375              | 15.900 | 15.425 | 61.875 |
| Médaille d'argent  | Steliana Nistor (ROU)         | 14.875 | 15.225              | 15.550 | 14.975 | 60.625 |
| Médaille de bronze | Jade Barbosa (BRA)            | 15.900 | 14.950              | 15.700 | 14.000 | 60.550 |
| Médaille de bronze | Vanessa Ferrari (ITA)         | 15.125 | 14.475              | 15.650 | 15.300 | 60.550 |
| 5                  | Anastasia Liukin (USA)        | 14.750 | 16.100              | 14.575 | 14.675 | 60.100 |
| 6                  | Yang Yilin (CHN)              | 14.700 | 15.575              | 15.075 | 14.675 | 60.025 |
| 7                  | Xiao Sha (CHN)                | 14.625 | 14.975              | 15.650 | 14.350 | 59.600 |
| 8                  | Yulia Lozhecko (RUS)          | 14.700 | 14.150              | 15.625 | 14.775 | 59.250 |
| 9                  | Sandra Izbasa (ROU)           | 14.650 | 14.075              | 15.325 | 15.175 | 59.225 |
| 10                 | Daria Joura (AUS)             | 15.175 | 14.400              | 14.350 | 14.875 | 58.800 |
| 11                 | Beth Tweddle (GBR)            | 14.575 | 15.925              | 13.375 | 14.850 | 58.725 |
| 12                 | Hong Su Jong (PRK)            | 15.550 | 14.750              | 14.200 | 13.825 | 58.325 |
| 13                 | Ekaterina Kramarenko (RUS)    | 14.025 | 15.450              | 14.025 | 14.350 | 57.850 |
| 14                 | Marie-Sophie Hindermann (GER) | 14.675 | 15.800              | 13.200 | 14.125 | 57.800 |
| 15                 | Koko Tsurumi (JPN)            | 13.875 | 15.050              | 15.000 | 13.600 | 57.525 |
| 16                 | Marine Petit (FRA)            | 14.550 | 14.175              | 14.275 | 14.300 | 57.300 |
| 17                 | Lenika De Simone (ESP)        | 13.975 | 14.625              | 14.600 | 13.950 | 57.150 |
| 18                 | Anja Brinker (GER)            | 14.125 | 15.600              | 13.475 | 13.350 | 56.550 |
| 19                 | Federica Macrì (ITA)          | 14.800 | 13.925              | 13.475 | 14.150 | 56.350 |
| 20                 | Kristina Palesova (CZE)       | 14.200 | 14.675              | 14.625 | 12.750 | 56.250 |
| 21                 | Pauline Morel (FRA)           | 13.875 | 13.950              | 14.125 | 14.100 | 56.050 |
| 22                 | Ariella Kaeslin (SUI)         | 14.325 | 14.525              | 12.825 | 13.700 | 55.375 |
| 23                 | Hong Un Jong (PRK)            | 15.100 | 14.225              | 13.150 | 12.725 | 55.200 |
| 24                 | Valentina Holenkova (UKR)     | 13.500 | 13.600              | 14.550 | 13.500 | 55.150 |

### Finales par engins

#### Saut
| Rang | Gymnaste             | 1er saut | 2e saut | Total  |
| 1    | Cheng Fei            | 16,000   | 15,875  | 15,937 |
| 2    | Hong Su Jong         | 15,850   | 15,775  | 15,812 |
| 3    | Alicia Sacramone     | 15,750   | 15,075  | 15,412 |
| 4    | Hong Un Jong         | 15,000   | 15,400  | 15,200 |
| 5    | Jade Barbosa         | 15,625   | 14,700  | 15,162 |
| 6    | Oksana Chusovitina   | 14,425   | 14,950  | 14,687 |
| 7    | Jana Komrskova       | 14,450   | 14,375  | 14,412 |
| 8    | Elena Zamolodchikova | 15,000   | 12,750  | 13,875 |

#### Barres asymétriques
| Rang | Gymnaste                | Points |
| ---- | ----------------------- | ------ |
| 1    | Ksenia Semenova         | 16,350 |
| 2    | Anastasia Liukin        | 16,300 |
| 3    | Yang Yilin              | 16,150 |
| 4    | Beth Tweddle            | 16,125 |
| 5    | Marie-Sophie Hindermann | 15,875 |
| 6    | Steliana Nistor         | 15,800 |
| 7    | Hong Su Jong            | 15,650 |
| 8    | Vanessa Ferrari         | 14,700 |

#### Poutre
| Rang | Gymnaste          | Points |
| ---- | ----------------- | ------ |
| 1    | Anastasia Liukin  | 16,025 |
| 2    | Li Shanshan       | 15,900 |
| 2    | Steliana Nistor   | 15,900 |
| 4    | Cătălina Ponor    | 15,700 |
| 5    | Lauren Mitchell   | 15,425 |
| 6    | Isabelle Severino | 14,675 |
| 7    | Jade Barbosa      | 14,575 |
| 8    | Shawn Johnson     | 14,475 |

#### Sol
| Rang | Gymnaste         | Points |
| ---- | ---------------- | ------ |
| 1    | Shawn Johnson    | 15,250 |
| 2    | Alicia Sacramone | 15,225 |
| 3    | Cassy Vericel    | 15,125 |
| 4    | Jiang Yuyuan     | 15,100 |
| 5    | Cheng Fei        | 15,075 |
| 6    | Vanessa Ferrari  | 15,050 |
| 7    | Beth Tweddle     | 14,900 |
| 8    | Sandra Izbasa    | 14,525 |

## Tableau des médailles par pays
| Rang  | Nation       | Or | Argent | Bronze | Total |
| ----- | ------------ | -- | ------ | ------ | ----- |
| 1er   | Chine        | 5  | 2      | 1      | 8     |
| 2e    | États-Unis   | 4  | 2      | 1      | 7     |
| 3e    | Allemagne    | 1  | 1      | 1      | 3     |
| 4e    | Slovénie     | 1  | 1      |        | 2     |
| 5e    | Brésil       | 1  |        | 1      | 2     |
| 6e    | Corée du Sud | 1  |        |        | 1     |
| 6e    | Pologne      | 1  |        |        | 1     |
| 6e    | Russie       | 1  |        |        | 1     |
| 9e    | Roumanie     |    | 3      | 1      | 4     |
| 10e   | Japon        |    | 1      | 3      | 4     |
| TOTAL | TOTAL        | 15 | 13     | 14     | 45    |

La France est onzième avec une médaille de bronze au sol, ainsi que la Bulgarie avec une médaille de bronze aux anneaux.